# Kamenný most v Putimi
Silniční kamenný most vede přes mlýnský náhon vedený od řeky Blanice. Stojí na katastrálním území Putim v okrese Písek. V roce 1963 byl zapsán do Ústředního seznamu kulturních památek České republiky. Most v ochranném pásmu nemovitých kulturních památek v obci Putim je součástí tamější vesnické památkové zóny.

## Historie
Kamenný most leží na západním okraji obce Putim na silnici Písek – Ražice. Byl postaven v letech 1882–1884 v místě dřevěného mostu přes mlýnský náhon, který je vyveden ze stavidlového jezu v říčním km 2,8 a vede vodu na Roučkův mlýn. Most byl při povodni v srpnu 2002 zaplaven do výšky cca 50 cm nad zábradlí a poškozen. V roce 2003 byla provedena oprava s přispěním finanční dotace Jihočeského kraje ve výši 550 000 Kč. Povodeň připomíná před mostem umístěný kámen s vytesaným znakem obce a ryskou vodní hladiny s datem 2002. Vedle kamene je tabulka s nápisem:
| „ | Tento kámen postaven na památku největší povodně z 12. srpna 2002, ale i obrovské lidské soudržnosti, která po povodni následovala. | “ |

Původní odvislé rameno řeky Blanice bylo regulací v letech 1922–1926 změněno na mlýnský náhon. Mlýnský náhon byl čištěn v roce 2014.

## Popis
Most masívní konstrukce je postaven z nahrubo přitesaných velkých kamenných kvádrů vyspárovaných betonem. Je omítaný, kolmý k řečišti, se třemi oblouky a s horní mostovkou, se zídkami a s křídly. Tři segmentové oblouky, jejichž klenby jsou ve výšce tří metrů nad hladinou, mají rozpětí šest metrů a jsou neseny dvěma středovými pilíři a dvěma pobřežními opěrami. Střední pilíře jsou na návodní i povodní straně zakulacené a ukončené oblými vrchlíky s římsou vytesanými z jednoho kusu kamene. Most ukončují šikmá, téměř svislá křídla z lomového kamene. K vyzdění spodních část křídel bylo použito pravidelných nízkých opracovaných kamenných kvádrů.
Na obou stranách mostu se nacházejí omítané zídky široké 50 cm a vysoké asi jeden metr, kryté parapetními žulovými deskami s přesahem a sklonem ke vnějšku mostu. Vozovka vydlážděná žulovými kostkami (od roku 2003) je odvodněna podélným spádem mimo most a příčně spádem do tří párů kamenných žlabů, jejichž korýtka přesahují čela mostu. Nad středními pilíři jsou dvojice malých svisle obdélných otvorů pro odvod vody. Most je omítnutý hrubou omítkou.
Most s nosností do 10 tun je dlouhý 24,9 m, široký 6,0 m a rozpětí jeho oblouků je 6 m.